# Paul Negulescu
Paul Negulescu (n. 12 ianuarie 1874, București – d. 6 mai 1946) a fost un jurist, membru de onoare al Academiei Române. În cursul activității sale academice, a colaborat cu Gheorghe Alexianu.

## Biografie
Nascut in Bucuresti, la 12 ianuarie 1874
1894: octombrie, licenta in litere cu tema "Istoria Legiunii a XIII Gemina"
1895: licenta in drept cu tema "Depozitul neregulat"
1896 - 1899: reintors la Paris, urmeaza cursuri de istorie romana si epigrafie latina la Sorbona, la Scoala de Inalte Studii si la College de France; in acelasi timp urmeaza si incheie in 1899, sub indrumarea profesorului E.Cuq, studiile doctorale cu teza "Organizarea Daciei romane"
1899 - 1900: se reintoarce in tara fiind numit de catre prof.C.Dissescu ca suplinitor la catedra sa de drept public
1898 - 1902: infiinteaza impreuna cu G.G.Mironescu, I.Ghika, Iulian Teodorescu si altii, Revista de drept si sociologie
1900 - 1905: asistent la Catedra de Drept Public a Universitatii Bucuresti, disciplina Drept administrativ
1904: asistent la Catedra Istoria Dreptului Romanesc a Universitatii Bucuresti
1906: devine titularul acestei catedre, la recomandarea unanima a Universitatii Bucuresti si a Universitatii din Iași
1915: revine la Catedra de Drept Administrativ a Universitatii Bucuresti
1925: ia initiativa infiintarii Institutului de Stiinte Administrative in cadrul caruia va ocupa functia de Secretar general
1926: Universitatea Bucuresti - ocupa Catedra de Drept Public devenita vacanta prin retragerea prof. Dissescu
1915: Universitatea Bucuresti - Catedra de Drept Administrativ
Moare la 6 mai 1946.

## Publicații
- Paul Negulescu, Tratat de drept administrativ, vol. I, Tipografiile Române Unite, 1925
- Ibidem, vol. II București 1934
- Paul Negulescu et al., Codul administrativ adnotat, (București, Institutul de Arte Grafice "Vremea", 1930);
- Paul Negulescu et al., Codul învățământului (primar, secundar, superior), (București, Editura Librăriei Pavel Suru, 1929);
- Depositul în dreptul civil roman și român, tesă (sic!) pentru licență, (București, Lito-Tipografia Populară, 1895)